# Tokarski Peak
Der Tokarski Peak (polnisch Szczyt Tokarskiego) ist ein 320 m hoher Berg auf King George Island im Archipel der Südlichen Shetlandinseln. Er ragt im Norden der Keller-Halbinsel nördlich des Rolnicki-Passes zwischen dem Stenhouse- und dem Domeyko-Gletscher auf.
Polnische Wissenschaftler benannten ihn 1980. Namensgeber ist der polnische Geologe Antoni K. Tokarski, der an den polnischen Antarktisexpeditionen der Jahre 1978 bis 1979, 1979 bis 1980 und 1985 bis 1986 beteiligt war.